# Apple Piazza Liberty
Apple Piazza Liberty (o Apple Store Piazza Liberty o Apple Store Milano) è un edificio sotterraneo situato a Milano.

## Caratteristiche

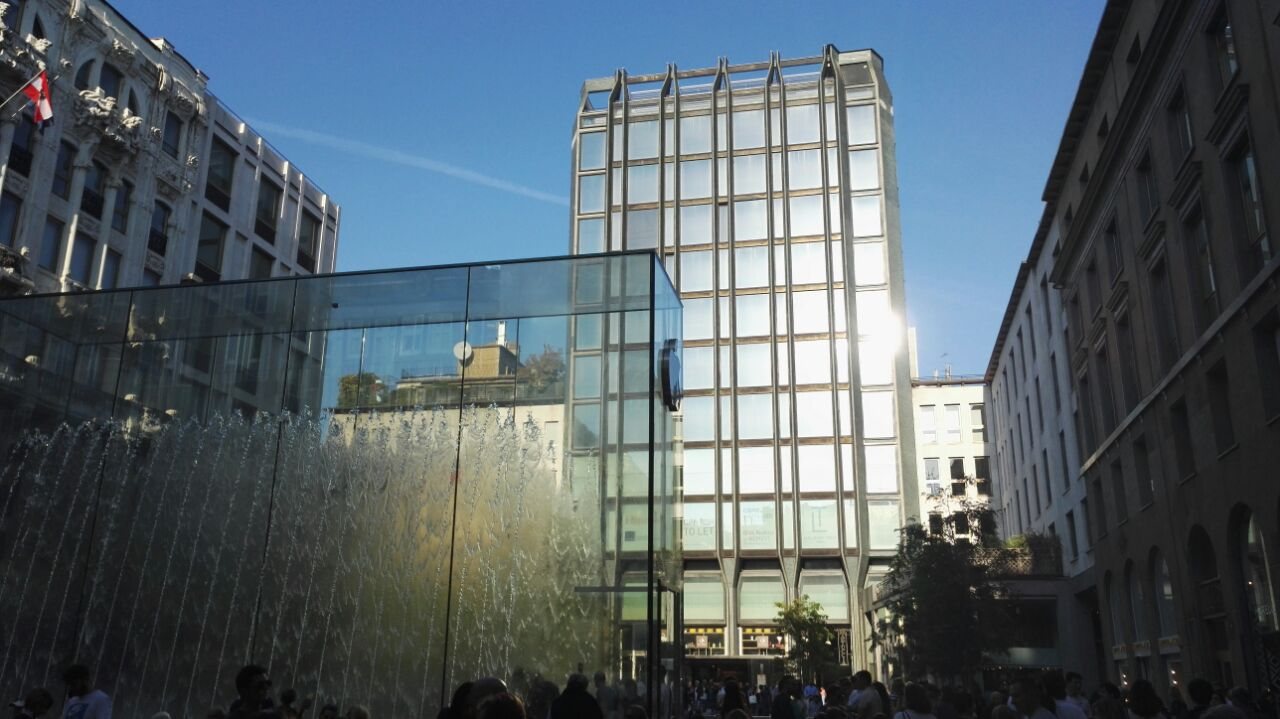
Piazza del liberty Milano (settembre 2018)

Disegnato dall'archistar Norman Foster insieme al suo studio d'architettura Norman Foster + Partners, è di proprietà dell'azienda californiana Apple che lo utilizza come suo negozio ed è situato al centro di Piazza Liberty di fronte alla Torre Tirrena, a Milano.
Il complesso, inaugurato al pubblico il 27 luglio 2018, si compone di una struttura di vetro-cristallo a parallelepipedo alta 8 metri circondato da una fontana avente 56 ugelli d'acqua che cela al suo interno una scalinata che funge da entrata al negozio vero e proprio, che è posto in uno spazio sotterraneo a due piani sotto la piazza. L'interno del negozio è composto da pareti in pietra grigia.
I lavori per la realizzazione, iniziati tra il gennaio e febbraio 2017, hanno interessato dapprima l'area sotterranea e poi la struttura in vetro; il negozio sorge negli spazi e nelle strutture dove un tempo vi era il cinema Apollo.